# Henning Holst
Henning Holst (ur. 25 października 1891 w Kopenhadze, zm. 20 marca 1975 w Helleruplund w gminie Gentofte) – duński hokeista na trawie. Wicemistrz olimpijski z Letnich Igrzysk Olimpijskich 1920 w Antwerpii.

## Kariera
Był reprezentantem kraju w hokeju na trawie – trzykrotnie wystąpił w letnich igrzyskach olimpijskich (Antwerpia 1920 – srebrny medal), (Amsterdam 1928 – gdzie zdobył 3 bramki w 4 rozegranych spotkaniach) oraz Berlin 1936, gdzie drużyna Danii odpadła w pierwszej rundzie (Holst zagrał w obu meczach z Niemcami i Afganistanem).